# Autoritratto ottantenne
Il ritratto di Ponziano Loverini ottantenne è un dipinto olio su tela di Ponziano Loverini conservato nella pinacoteca dell'Accademia Carrara di Bergamo. inventario n. 58AC00841. Il dipinto non è esposto.

## Storia
Il dipinto fu eseguito dall'artista nel 1925 e acquistato dai commissari dell'Accademia Carrara nell'agosto del 1925, accademia che aveva visto il pittore presente per molti anni prima come alunno e successivamente come insegnante e direttore dal 1899 al 1926, anno in cui si dimise ritirandosi a Gandino sua città natale a vita privata.
La sua presenza come insegnante e direttore, data la sua veneranda età, era ormai solo una forma quasi onorifica, aveva lui nominato Severino Bellotti come suo sostituto.
 Furono proprio i commissari dell'accademia a farne dono all'accademia stessa. Non era così comune che fossero i commissari a fare acquisti, ma certamente il rapporto che Loverini aveva con loro era importante, legato da anni di collaborazione, per questo si sentirono molto coinvolti, anche personalmente, nell'acquisto dell'opera.

Il dipinto fu acquistato proprio in 
La tela fu esposta nella mostra di Bergamo nel Centro Culturale "Il Conventino" del 1983.

## Descrizione
L'opera raffigura l'artista in età avanzata, con l'impostazione che aveva già adottato nei precedenti autoritratti. Il personaggio è dipinto su di uno sfondo monocromatico che rende importante il pallore del volto e dei capelli. Quasi fosse un monito, una difesa a quell'arte moderna che tanto premeva in accademia, e che lui aveva in qualche modo frenato. Un monito ai nuovi artisti.